# Бокфлис
Бокфлис (нем. Bockfließ) — ярмарочная коммуна (нем. Marktgemeinde) в Австрии, в федеральной земле Нижняя Австрия. 
Входит в состав округа Мистельбах.  Население составляет 1358 человек (на 31 декабря 2005 года). Официальный код  —  3 16 05.

## География
Занимает площадь 22,83 км².

## Политическая ситуация
Бургомистр коммуны — Йозеф Зуммер (АНП) по результатам выборов 2005 года.
Совет представителей коммуны (нем. Gemeinderat) состоит из 19 мест:
- СДПА занимает 9 мест.
- АНП занимает 9 мест.
- Партия PROB занимает 1 место.